# Лал-і Самарі
Лал-і Самарі, Самарійська шпинель (перс. لعل سامری) — історичний дорогоцінний камінь, червона благородна шпинель, яка на даний момент експонується в Національній скарбниці Центрального Банку Ірану. Її маса складає 500 карат, що робить її найбільшою з історичних шпінелів.
Згідно з фантастичною легендою, записаною придворним лікарем Насреддін-шаха з його слів у XIX столітті, колись цей камінь прикрашав шию біблійного золотого тельця. Цим пояснювалася наявність отвору для шнурка, яке за часів Насреддін-шаха було закрито невеликим алмазом, а зараз відкрито. Також завдяки цій легенді з'явилася назва каменю, що перекладається як «Самарійська шпинель».
Справжнє походження Лал-і Самарі не встановлено. На камені немає жодного гравіювання з ім'ям власника, що викликає сумніви в тому, що він колись проходив через руки Великих Моголів, як більшість інших історичних шпинелів. Він міг потрапити в іранську скарбницю безпосередньо зі свого джерела в Бадахшані, можливо, під час правління Фетх Алі-шаха, який любив дорогоцінні камені й доклав великих зусиль до поповнення своєї скарбниці.